# Lainio
Lainio är en by i Vittangi distrikt (Jukkasjärvi socken) i Kiruna kommun. Orten klassades fram till 1995 som en småort för att därefter åter igen klassas som småort från 2015.
Byn, som ligger invid Lainioälven, grundades av Klemet Olofsson (Hietaniemi) från Koivukylä omkring 1650. De flesta av de släkter som idag bor i Lainio, härstammar från Klemet Olofsson. Lainio bär spår av människor så långt tillbaka som 7000 f.Kr och är en av de äldsta kontinuerligt bebodda bosättningarna i Torne lappmark. Det är en plats på gränsen till subarktiskt landskap och den nordligaste platsen i det som kallas för Tornedalen.  Ett landskap där högresta granar börjar kröka sig och den norrbottniska floran övergår i fjällflora. En gränsplats med en lång historia och många språk, i byn talas svenska, meänkieli och samiska och Lainio ingår i Vittangi skogssameby. År 1981 firande Lainio 350-årsjubileum med över 5 000 besökare under en helg. Byn har många aktiva föreningar och en lång tradition av kultur med bl.a. byaspelmän, bygdegårdsteater och en årlig Opera Vildmark festival som producerades mellan  åren 2000-2015. I byn finns en stugby, Lainio Vildmark, som i folkmun kallas Tystnaden. 
Älven delar byn i två delar Västra Lainio respektive Östra Lainio.
Lainio, som i äldre tid även kallades Neitiniva är den äldsta kontinuerligt bebodda bosättningen i Torne lappmark och förbinds med omvärlden genom länsväg BD 891.

## Befolkningsutveckling
| Befolkningsutvecklingen i Lainio 1950–1995 | Befolkningsutvecklingen i Lainio 1950–1995 | Befolkningsutvecklingen i Lainio 1950–1995 | Befolkningsutvecklingen i Lainio 1950–1995 | Befolkningsutvecklingen i Lainio 1950–1995 |
| --- | ------------------------------------------ | ------------------------------------------ | ------------------------------------------ | ------------------------------------------ |
| |                                            |                                            |                                            |                                            |
| År |                                            |                                            | Folkmängd                                  | Areal (ha)                                 |
| 1950 | 1950                                       |                                            | 298                                        | ##                                         |
| 1960 | 1960                                       |                                            | 236                                        | 98                                         |
| 1990 | 1990                                       |                                            | 74                                         | 59#                                        |
| 1995 | 1995                                       |                                            | 55                                         | 49#                                        |
| 2015 | 2015                                       |                                            | 54                                         | 73#                                        |
| Anm.: Upphörde som tätort 1965. Upphörde som småort 2000. Åter igen småort 2015. ## Som tätort/befolkningsagglomeration 1920–1950. # Som småort. |                                            |                                            |                                            |                                            |

På grund av förändrat dataunderlag hos Statistiska centralbyrån så är småortsavgränsningarna 1990 och 1995 inte jämförbara. Befolkningen den 31 december 1990 var 65 invånare inom det område som småorten omfattade 1995. Vid småortsavgränsningarna 1990 och 1995 utgjorde andelen fritidshus i småorten mer än 50 % av samtliga hus.
Vid folkräkningen år 1890 fanns det 417 personer som var skrivna i Lainio.